# Idiops fossor
Espèce
Synonymes
- Acanthodon fossor Pocock, 1900

Idiops fossor est une espèce d'araignées mygalomorphes de la famille des Idiopidae.

## Distribution
Cette espèce est endémique d'Inde.

## Publication originale
- Pocock, 1900 : The fauna of British India, including Ceylon and Burma. Arachnida. London, p. 1-279.